# 体表面積
生理学や医学の分野では、体表面積（たいひょうめんせき、Body surface area，BSA）は人体の表面積を測定または計算したものである。BSAは、脂肪量の影響を受け難い為、多くの臨床目的において、体重よりも代謝量の指標として適している。しかし、化学療法のような治療指数の狭い薬剤の投与量を決定する際にBSAを使用することについては、いくつかの重要な批判がなされている。
一般的に、遺伝的および環境的要因に関連する薬物排泄プロセスの活性度が異なるため、薬物クリアランスには個人間で4～10倍の差がある。そのため、大幅な過量投与や過少投与に繋がる危険性がある。また、第I相試験や第II相試験において、有用な可能性のある薬剤が早々に却下されてしまうという歪んだ要因にもなると考えられている。個別化医療の流れは、この弱点に対抗する一つのアプローチである。

## 用例
BSAの用例を下記に挙げる。
- 糸球体濾過量(GFR)：腎クリアランスをBSA（1.73m2当たり）で割る事により求める。
- ボディマス指数：BSAを応用して求められる。
- 心係数：心拍出量をBSAで割ったもので、有効心拍出量をより正確に表している。
- 癌化学療法：しばしば患者のBSAに応じて薬剤の投与量が決められる。
- ステロイド剤：大量投与時や維持投与量の計算時にBSAを参照する場合がある[要出典]。

BSAの値は、身長と体重が極端な場合には正確性に欠けるという証拠が幾つかあり、（血行動態パラメータについては）ボディマス指数の方が良い推定値になるかも知れない。

## 計算式
体表面積の近似式には様々な計算式がある。以下の計算式では、BSAをm2、体重Wをkg、身長Hをcmで表している。
最も広く使用されているのはDuBois式で、肥満患者や非肥満患者の体脂肪を推定するのに、ボディマス指数が測定出来ない場合でも有効である事が示されている。
{\displaystyle {BSA}=0.007184\times W^{0.425}\times H^{0.725}}
数学的により単純なMosteller式もよく用いられる。
{\displaystyle {BSA}={\frac {\sqrt {W\times H}}{60}}=0.016667\times W^{0.5}\times H^{0.5}}
他の計算式には、次の様なものがある（単位は上記と同じ）。
| Haycock[8]        | {\displaystyle 0.024265\times W^{0.5378}\times H^{0.3964}}                                                                                 |
| Gehan&George[9]   | {\displaystyle 0.0235\times W^{0.51456}\times H^{0.42246}}                                                                                 |
| Boyd [10]         | {\displaystyle 0.03330\times W^{(0.6157-0.0188\log _{10}{W})}\times H^{0.3}}                                                               |
| 代用式            | {\displaystyle 0.0003207\times \mathrm {weight} \mathrm {(g)} ^{(0.7285-0.0188\log _{10}{\mathrm {weight} \mathrm {(g)} })}\times H^{0.3}} |
| 藤本・渡辺[11]    | {\displaystyle 0.008883\times W^{0.444}\times H^{0.663}}                                                                                   |
| 高比良[11][12]    | {\displaystyle 0.007241\times W^{0.425}\times H^{0.725}}                                                                                   |
| Shuter&Aslani[13] | {\displaystyle 0.00949\times W^{0.441}\times H^{0.655}}                                                                                    |
| Lipscombe [14]    | {\displaystyle 0.00878108\times W^{0.434972}\times H^{0.67844}}                                                                            |
| Schlich[15]       | {\displaystyle 0.000975482\times W^{0.46}\times H^{1.08}} (女)                                                                             |
| Schlich[15]       | {\displaystyle 0.000579479\times W^{0.38}\times H^{1.24}} (男)                                                                             |
どんな式でも、単位は一致している必要がある。Mostellerは、自分の式が成り立つのは、密度を全ての人間で一定な定数として扱う場合だけだと指摘した。Lipscombeは、Mostellerの推論に従って、藤本・渡辺、Shuter、Aslani、高比良、Lipscombeが得た式が示唆するものとして、次の式を導いた。
　{\displaystyle {8/900}\times W^{4/9}\times H^{2/3}}
これは密度が一定の場合には正しい。これは次の様に変形出来る。 
　{\displaystyle (2^{3}/3^{2})\times (W^{2/3}H)^{2/3}/100}

平方根を含まない（使い易い）体重ベースの計算式がCosteffによって提案され、小児の年齢層で検証された。
　{\displaystyle (4W+7)/(90+W)}

1994年に藏澄らは日本人における体表面積を実測し、下記の算出式を提案した。また、2003年にも計算式の適合性の評価を行い、実測値と適合する旨を確認した。同時に、DuBois式や藤本・渡辺式では無視出来ない誤差が生じる事が示された。
- 日本人男性：{\displaystyle 0.0053189\times W^{0.362}\times H^{0.833}}
- 日本人女性：{\displaystyle 0.0110529\times W^{0.445}\times H^{0.627}}
- 日本人男女：{\displaystyle 0.0100315\times W^{0.383}\times H^{0.693}}（性別を問わない）
- DuBois修正式：{\displaystyle 0.007218\times W^{0.425}\times H^{0.725}}（DuBois式の定数項を日本人の実測値に適合させた値）

## 平均値
藏澄らの男女別の式を用いた日本人における平均体表面積は、男性：1.69m2、女性：1.51m2である。